# Elabra morrisoni
Elabra morrisoni är en insektsart som beskrevs av Young 1957. Elabra morrisoni ingår i släktet Elabra och familjen dvärgstritar.
Artens utbredningsområde är Guyana. Utöver nominatformen finns också underarten E. m. isthmusi.